# 森井久恵
森井 久恵（もりい ひさえ）は、日本の実業家。スターバックスコーヒージャパン代表取締役CEO。

## 人物
国際基督教大学卒業後、東日本電信電話に入社。
2000年、ブリティッシュ・アメリカン・タバコ・ジャパン。2003年から、ユニリーバ・ジャパン「Dove」のブランドマネージャー、アジア担当ダイレクター、中国・タイのマーケティングバイスプレジデントを歴任。
2018年、スターバックスコーヒージャパンにCMO（最高マーケティング責任者）として入社。商品・デジタル戦略・マーケティングを統括。
2025年、スターバックス・コーヒー・ジャパン代表取締役CEO。